# 바움문학상
바움문학상은 김광림 시인의 시 정신과 아시아시인회의의 문학 정신을 이어받아 우리 현대시의 지평을 넓히고 장르 융합을 통해 현대시의 존재가치를 빛내는 활동을 하는 시인들에게 시상하는 문학상이다. 아시아 예술잡지 '빛과 숲'과 홍보전문회사 바움커뮤니케이션스가 주관하며 상금 대신 유명 예술가의 작품을 수여한다.

## 바움문학상
- 2010년 1회 고창수 <모헨조다로>
- 2011년 3회 고정애
- 2012년 4회 음악과 문학의 경계를 허무는 문화융합의 전범 김성춘 시집 <물소리 천사>[1]
- 2013년 5회 성찬경
- 2014년 6회 김용범
- 2015년 7회 이근형 작곡가와 함께 콜라보레이션 작업을 시도한 박제천 연가곡 시집 <마틸다>[2]
- 2016년 8회 최금녀 <길 위에 시간을 묻다>[3]
- 2017년 9회 사진·시조의 융합을 통해 사진예술과 언어예술 간의 감동적인 통합을 이뤄내 '디카시조'라는 새로운 예술영역을 개척한 이상범 디카 시조집 <초록 세상 하늘 궁궐>[4]

## 바움작품상
- 2009년 1회 강수 <흑치상지>
- 2011년 3회 안명옥
- 2012년 4회 김리영
- 2013년 5회 성기완
- 2014년 6회 최영규
- 2015년 7회 강만수 세월호 사건을 소재로 한 서사시 <별이 된 아이들>
- 2016년 8회 이욱진 <불문율의 숲에 몸을 누이다>
- 2017년 9회 노래'라는 시조의 본령을 회복해 현대시조의 새로운 미래를 개척한 성과를 인정받은 권갑하 시조집 <겨울발해>

## 바움 젊은 시인상
- 2011년 이은규
- 2012년 장이지
- 2013년 김경인

## 바움 신인상
- 2013년 1회 송화·정진헌

## 부상
- 4회 조각가 김상일
- 6회 조각가 김상일의 NS자석, 반어의 모습으로
- 7회 문경도자기 8대 종가 조선요 김영식 도예가 작품
- 8회 서예가 양동남의 캘리그라피로 쓰여진 바움문학상 선정 사유서와 함께 김영식 도예가의 도자기 작품[5]